# لوروا كولينز
لوروا كولينز (بالإنجليزية: LeRoy Collins)‏ (و. 1909 – 1991 م) هو ضابط، ومحامي، وسياسي أمريكي، ولد في تالاهاسي، كان عضوًا في الحزب الديمقراطي، توفي في تالاهاسي، عن عمر يناهز 82 عاماً.

## مناصب
تولى منصب حاكم ولاية فلوريدا ‏ (4 يناير 1955–3 يناير 1961)
- عضو مجلس ولاية فلوريدا
- عضو مجلس نواب فلوريدا

.

## التعليم
تعلم في Eastman Business College ‏، وتعلم في Cumberland University ‏، وتعلم في ثانوية ليون ‏
.

## الخدمة العسكرية
خدم في بحرية الولايات المتحدة.